# Vigor Lindberg
Vigor Oskar Lindberg (ur. 26 kwietnia 1899 w Norrköping, zm. 28 kwietnia 1956 tamże) – szwedzki piłkarz grający na pozycji napastnika. W swojej karierze rozegrał 2 mecze w reprezentacji Szwecji.

## Kariera klubowa
W swojej karierze piłkarskiej Lindberg grał w klubie IK Slepiner z Norrköpingu. W sezonach 1919/1920 i 1920/1921 wywalczył z nim dwa wicemistrzostwa Szwecji.

## Kariera reprezentacyjna
W reprezentacji Szwecji Lindberg zadebiutował 26 maja 1918 roku w wygranym 2:0 towarzyskim meczu z Norwegią, rozegranym w Sztokholmie. W 1924 roku zdobył ze Szwecją brązowy medal na igrzyskach olimpijskich w Paryżu (choć nie wystąpił w żadnym meczu). Od 1918 do 1929 roku rozegrał w kadrze narodowej 2 spotkania.